# 秋田市立茨島体育館
秋田市立茨島体育館（あきたしりつばらじまたいいくかん）は、秋田県秋田市にある体育館である。

## 概要

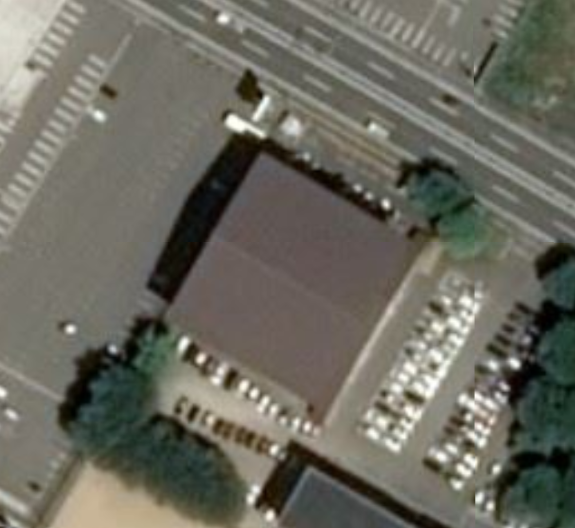
衛星図

敷地面積    4,715.41平方メートル
- 体育館：923.40平方メートル
- 武道場：399.33平方メートル
- トレーニング室：145.35平方メートル

## 交通アクセス
秋田駅西口よりで20分、新屋線(7番線)に乗車、 ハローワーク秋田前で下車。